# Subsecção alpina

As 26 secções dos Alpes

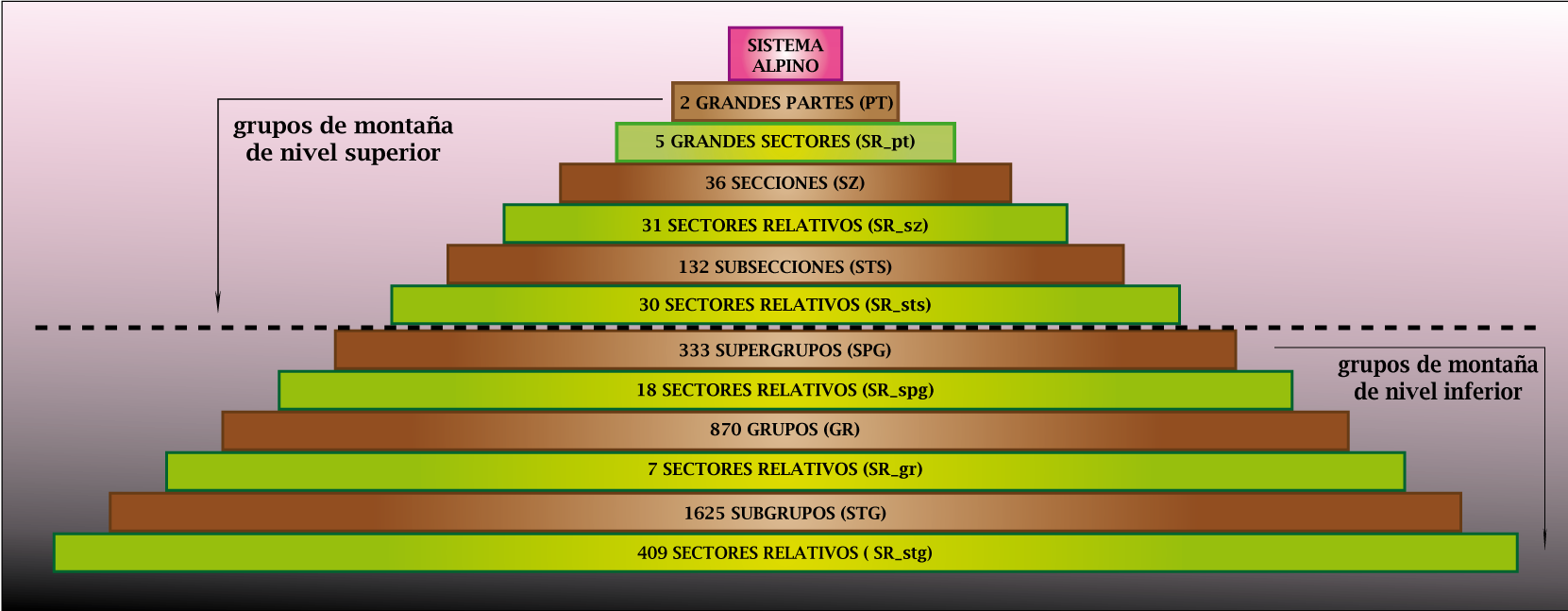
A pirâmide das subdivisões segundo a SOIUSA

A subsecção Alpina,  STS -  por Sottosezione em italiano - é a quarta divisão segundo a  Subdivisão Orográfica Internacional Unificada do Sistema Alpino - SOIUSA
Depois das duas grandes partes que são os Alpes Ocidentais e os Alpes Orientais, vêm os:
- 5 grandes setores alpinos que se obtêm dividindo a parte ocidental em duas zonas;
- Alpes Ocidentais-Norte e Alpes Ocidentais-Sul,

e a parte oriental em três zonas;
- Alpes Orientais-Norte,  Alpes Orientais-Centro, e Alpes Orientais-Sul

e em seguida:
- 132 subsecções alpinas (STS)
- 333 supergrupos alpinos (SPG)
- 870 grupos alpinos (GR) - IT: gruppi
- 1625 subgrupos alpinos (STG) - ITt: sottogruppi